# Challenger de Ciudad de México 2023
El torneo México City Open 2023 fue un torneo de tenis perteneciente al ATP Challenger Tour 2023 en la categoría Challenger 125. Se trató de la 2ª edición del torneo y tuvo lugar en la Ciudad de México (México), desde el 27 de marzo hasta el 1 de abril de 2023 sobre pista de tierra batida al aire libre.

## Jugadores participantes del cuadro de individuales
| Favorito | País                 | Jugador               | Rank1 | Posición en el torneo |
| -------- | -------------------- | --------------------- | ----- | --------------------- |
| 1        | Bandera de Suiza     | Marc-Andrea Huesler   | 47    | Segunda ronda         |
| 2        | Bandera de Colombia  | Daniel Elahi Galán    | 89    | Segunda ronda         |
| 3        | Bandera de Argentina | Facundo Bagnis        | 100   | Primera ronda         |
| 4        | Bandera de Australia | James Duckworth       | 112   | Segunda ronda         |
| 5        | Bandera de Alemania  | Yannick Hanfmann      | 134   | Primera ronda         |
| 6        | Bandera de Chile     | Alejandro Tabilo      | 162   | Segunda ronda         |
| 7        | Bandera de Brasil    | Felipe Meligeni Alves | 164   | Segunda ronda         |
| 8        | Bandera de Italia    | Luciano Darderi       | 173   | Primera ronda         |

- 1 Se ha tomado en cuenta el ranking del 20 de marzo de 2023.

### Otros participantes
Los siguientes jugadores recibieron una invitación (wild card), por lo tanto ingresan directamente al cuadro principal (WC):
- Rodrigo Pacheco Méndez
- Nicolás Mejía
- Bernard Tomic

Los siguientes jugadores ingresan al cuadro principal tras disputar el cuadro clasificatorio (Q):
- Térence Atmane
- Elmar Ejupovic
- Federico Gaio
- Dominik Koepfer
- Juan Ignacio Lóndero
- Maximilian Neuchrist

## Campeones

### Individual Masculino
- Dominik Koepfer derrotó en la final a  Thiago Agustín Tirante, 2–6, 6–4, 6–2

### Dobles Masculino
- Boris Arias /  Federico Zeballos derrotaron en la final a  Evan King /  Reese Stalder, 7–5, 5–7, [10–2]